# 下松市消防本部
下松市消防本部（くだまつししょうぼうほんぶ）は、山口県下松市の消防部局（消防本部）。

## 管内の現況
- 管内の人口 - 56,648人

2020年（令和2年）1月1日現在
- 管内の世帯数 - 24,961世帯

2020年（令和2年）1月1日現在
- 管内の面積 - 89.35 km2

2020年（令和2年）1月1日現在

## 消防署
| 消防署       | 郵便番号   | 所在地                       |
| ------------ | ---------- | ---------------------------- |
| 下松市消防署 | 〒744-0061 | 山口県下松市大字河内1950番地 |

## 組織
- 消防長（消防司令長）
  - 消防次長（消防司令）
  - 総務課
  - 予防課
  - 警防課
  - 下松市消防署

2019年（平成31年）4月1日現在

## 沿革
- 1949年（昭和24年）10月7日 - 下松市消防本部が発足する[1]。
- 1951年（昭和26年）4月1日 - 下松市消防署が発足する[1]。
- 1966年（昭和41年）11月1日 - 救急業務を開始する[1]。
- 1968年（昭和43年）8月30日 - 新庁舎に移転する[1]。
- 1981年（昭和56年）3月26日 - 救急医療情報システムの運用を開始する[1]。
- 2016年（平成28年）3月3日 - 下松市消防本部新庁舎（現在の庁舎）に移転する[1]。